# Taoismo
il nome che può essere nominato non è l'eterno nome.

Senza nome è il principio del Cielo e della Terra...»
(Laozi, Daodejing (incipit), trad. di Paolo Siao Sci-yi)

Il carattere cinese dào. Il carattere 道 significa "via", ma anche "percorso". A partire dalla dinastia Zhou orientale (770-256 a.C.) ha iniziato a significare la "via corretta" o la "via naturale". Ma anche "mostrare la via" quindi "insegnare", "metodo da seguire" e infine "dottrina". Nei Lúnyǔ (論語) di Confucio si dice che uno Stato "ha il 道 se è ben governato" o anche che il "re dedica se stesso al 道". Da notare che il carattere 道 si compone di 首 (qiú "testa" quindi "principale") + una variante del carattere 止 (zhǐ nel significato arcaico di "piede") combinata con 行 (xíng, "percorrere"): quindi "incedere sul percorso principale".

Il carattere cinese dào con il suo ordine di scrittura

Il Taijitu (T'ai Chi T'u), rappresentazione di Yin e yang.

Il taoismo o daoismo, (道教S, dàojiàoP, lett. "dottrina del Tao") designa sia le dottrine a carattere filosofico e mistico esposte, principalmente, nelle opere attribuite a Laozi e Zhuāngzǐ (composte tra il IV e III secolo a.C.), sia la religione taoista istituzionalizzatasi come tale all'incirca nel I secolo d.C.. Al contrario del confucianesimo, il taoismo non possiede un insegnamento fondamentale o un credo e pratica unitari. È principalmente una religione cosmica, centrata sul posto e sulla funzione dell'essere umano, di tutte le creature e dei fenomeni in esso. Nel tempo se ne sono sviluppate diverse scuole e interpretazioni. Nonostante la distribuzione ubiquitaria in Cina e la ricchezza di testi, si tratta probabilmente della meno conosciuta tra le maggiori filosofie al mondo.
Il taoismo enfatizza il vivere in armonia con il Dao (cinese: 道; lett. la Via, romanizzato anche come Tao). Il Dào è un principio misterioso e profondo che è la fonte, il modello e la sostanza dell'intero universo.
Come ricorda Stephen R. Bokenkamp i cinesi non possedevano un termine per indicare le proprie religioni fino all'arrivo del buddhismo nei primi secoli dopo Cristo (la prima introduzione del buddismo in Cina sarebbe avvenuta nel 64 d.C.), quando opposero al Fójiào (佛教, gli insegnamenti del Buddha), il Dàojiào (道教, gli insegnamenti del Tao). Dall'influenza del taoismo sul Buddhismo Mahāyāna indiano probabilmente si sviluppò il Chan.
Più precisamente nell'epoca pre-imperiale (antecedente al III secolo a.C.) il termine "dàojiào" era utilizzato dai seguaci di Mozi per designare i confuciani. Solo dal quinto secolo in avanti vediamo utilizzato questo termine per intendere la dottrina del Dao.
Allo stesso modo, Farzeen Baldrian e T.H. Barret rammentano come gli studiosi classificatori del periodo Han indicarono, in modo "mal definito", come Dàojiā (道家, scuola taoista) autori ed opere a loro precedenti.

Mario Sabattini e Paolo Santangelo così concludono:
(Mario Sabattini e Paolo Santangelo. Storia della Cina. Bari, Laterza, 2000, pag.131-2)
Ancora il termine Taoismo con il suo suffisso -ismo non avrebbe quindi alcuna controparte nella lingua cinese. Esso verrebbe utilizzato in tal modo solo negli scritti occidentali.
Ulteriore fonte di complessità nell'approccio al Taoismo, è il sostanziale pregiudizio sorto fin dai primi contatti con religiosi occidentali che spesso videro in tale religione una corrente fortemente degenerata. Tale giudizio è andato via via stemperandosi nel tempo, raggiungendo attualmente un certo distacco.

## Cosa comprende il taoismo?
Risulta quindi chiaro come questa dottrina sia eterogenea, le cui ragioni sono da attribuire principalmente alla mancanza di un singolo fondatore ed alla assenza di un canone definito. Essa ha raggiunto un minimo grado di omogeneità, non in base a spinte interne, bensì a seguito di agenti esterni (ovvero spinte governative che cercavano di controllare la formazione del clero e il numero dei templi). . Ulteriore fonte di eterogeneità è legata alla ricchezza di testi dei vari canoni che spaziano dalla filosofia, alla botanica, medicina, mineralogia....
Nel taoismo andrebbero quindi compresi:
- i primi testi filosofici come il Tao Te Ching e lo Zhuangzi (per lo più considerati universalmente "classici", per lo meno dagli studiosi occidentali)
- le pratiche anticonfuciane dell'allontanamento dalla pratica politica tramite il ritiro in eremitaggio, distante dagli uffici di governo (altamente differente dalla mentalità confuciana)
- alcuni tipi di arti (pittura, musica, calligrafia) basati sul libero flusso, senza sforzo
- qualsiasi tipo di pratica che non fosse Buddhista o Confuciana prima del V secolo d.C (quando il taoismo fu istituito come canone)
- il Daojiao prima dell'arrivo del Buddhismo (fojiao in Cina) in Cina. Così infatti gli studiosi denominarono il termine daojiao; come segnalato prima, inizialmente la religione cinese non aveva un nome che la definisse.[13].

## Esiste una ortodossia?
Addentrandosi nel problema, sorge spontaneo chiedersi se si possa stabilire una "ortodossia" nel taoismo (per alcuni accenni a una possibile "ortodossia", vedi anche inquadramento generale). Di seguito due delle tante possibili esplicazioni: 
1. l'esordio del Daodejing (presente nell'incipit di questa voce)
2. la seguente descrizione di Stephen Bokenkamp:

(Stephen R. Bokenkamp, Early Daoist Scriptures)
Ma la situazione è ancora più complessa, se un autore taoista come Lu Xiujing (陸修靜) (vissuto nel V secolo dopo Cristo), aveva potuto affermare che "alcuni scritti daoisti paiono scritti da persone malate di mente, in grado di captare senza alcuna capacità di ricercare il numinoso e mancanti del desiderio di raggiungere la perfezione. Essi avrebbero scritto [questi testi basati su] quello che erano [delle scritture originali], assumendo falsamente il nome di "taoista"
nella loro avida ricerca di guadagno",

## Taoismo o daoismo?
Etimologicamente il termine taoismo deriva da Tao, romanizzato secondo Wade-Giles, con il suffisso greco antico -ισμός (-ismo, significante "stile, modo"); mentre il termine daoismo deriva da Dao, quest'ultimo romanizzato secondo il più recente pinyin, con il suffisso -ismo. Quindi Tao e Dao sono due modi di scrivere e leggere lo stesso termine e, perciò, hanno lo stesso identico significato.
Lo standard attuale per la romanizzazione della lingua cinese è il pinyin (dagli anni '80) rispetto al Wade-Giles del XIX secolo. Sarebbe quindi più moderno e corretto utilizzare i termini dao e taoismo.
Sempre in base a ciò quindi i vecchi termini Lao-Tzu, Chuang-Tzu... andrebbero modificati in Laozi e Zhuangzi...
Nel testo della presente voce si useranno per lo più i nomi propri delle opere, delle persone e dei termini specifici nella romanizzazione del pinyin. A fianco una tabella di conversione nella romanizzazione moderna e precedente.

## Concetti di base
Il Taoismo è uno dei tre insegnamenti cinesi, insieme a buddismo e confucianesimo ed a differenza di quest'ultimo che lo possiede, il «taoismo non ha né data né luogo di nascita». Esso «non è mai stato una religione unitaria, ma una combinazione costante di insegnamenti fondati su rivelazioni originarie diverse». Prese forma gradualmente, durante un lungo cammino, integrando diverse correnti. Il Taoismo scaturisce infatti da un movimento di pensiero nato dalla combinazione del
- patrimonio concettuale comune cinese (ovvero il Qi, lo Yin e lo Yang, i cinque elementi[20]),
- lo sciamanesimo o magia wu, basato per lo più su danze frenetiche e stati estatici (praticato principalmente da donne)[20][21][22].
- le opere spirituali di Laozi e di Zhuāngzǐ[20][23][24]
- a questi si sono aggiunti nel tempo alcuni concetti confuciani[20].(dal II secolo d.C. circa con il Neotaoismo) e buddisti (a cominciare circa dal 370 d.C.)[25].

Concetto centrale del Daoismo è il Dao, ovvero la base metafisica dell'ordine naturale.

Se il dao può essere concepito come una sorta di "Principio ordinatore unico ed immanente del mondo", non troppo dissimile dall'Armonia di Pitagora, il Logos di Eraclito, lo Shinto giapponese, il Dharma del buddismo, è però fondamentale riconoscere che si tratta di un principio acosmico che manca di creazione e quindi causa e finalità, esso non realizza nulla fuorché la sua implicità. Se ne deve rimarcare anche la specificazione non troppo dissimile, in quanto essa rifiuta la reificazione e la definizione (vedi anche l'incipit di questa voce).
Non tollerare la reificazione, significa intendere l'attività pratica e la "crescita personale", superiori all'intellettualizzazione ed alla concettualizzazione filosofica. Si può quindi, essere daoisti senza avere necessariamente una definizione ed esplicazione di cosa sia il dao. Esso rifiuta quindi l'idea che una via non sia percorribile senza una concettualizzazione coerente.
Per il mondo cinese un Dio creatore sopramondano, di carattere personale è inconcepibile. Ne consegue che nella cultura cinese non esiste un'ascesi orientata sulla antitesi tra Dio e creatura. La nostra metafisica (cristiana e comunque occidentale) è quindi globalmente incomprensibile per un cinese.
Il concetto di causalità è assente nel pensiero originario cinese; da questo ne segue l'assenza di una idea di Dio come primum movens. Ovviamente l'entrata in Cina del Buddhismo (verso il I secolo d.C.) ha modificato di non poco questo atteggiamento tipico (si pensi infatti all'idea di Karma).
Anche l'idea di libertà personale non è stata elaborata dal punto di vista concettuale; essi hanno però elaborato la disponibilità. Ad esempio lo I Ching deve essere utilizzato non per il singolo, ma per il bene comune: il mio Bene può essere messo da parte se fa il Bene di tutto.
Il taoismo (in particolare quello dei due principali maestri) tende a non dare chiari codici comportamentali, (a differenza ad esempio del confucianesimo) ritenendo che la spontaneità sia la miglior guida. Tuttavia se «vivere il taoismo significa accettare il caos [...] , non legittima la licenziosità, l'arroganza, la violenza, la sopraffazione, uno stato di natura per cui "tutto va bene"».
Esso quindi esalta la spontaneità, sostenendo che tutto avvenga spontaneamente; crede che esista un «meccanismo di autoregolazione che può manifestarsi soltanto se non gli si fa violenza». Qui il taoismo denuncia la sua provenienza dalla classe contadina (per cui l'agricoltura, nonostante la cura, obbedisce ad orologi interni ed esterni, atmosferici, e per cui il vero motore è la natura).
Il taoismo auspica una condizione in cui si desidera non avere più desideri, a differenza del buddhismo che rifiuta apertamente la brama che vincola alla vita. Non a caso focalizza ed enfatizza l'azione che nasce dalla non azione: wei-wu-wei (azione senza azione).
Il taoismo ha una forte tensione sincretica, nel tentativo di integrare tutta una serie di insegnamenti differenti (dall'iniziale sciamanesimo, al Buddhismo Chán...), ma allo stesso tempo ne esalta l'autosufficienza sottolineandone la distinzione dalle altre vie.

## Daojia e daojiao

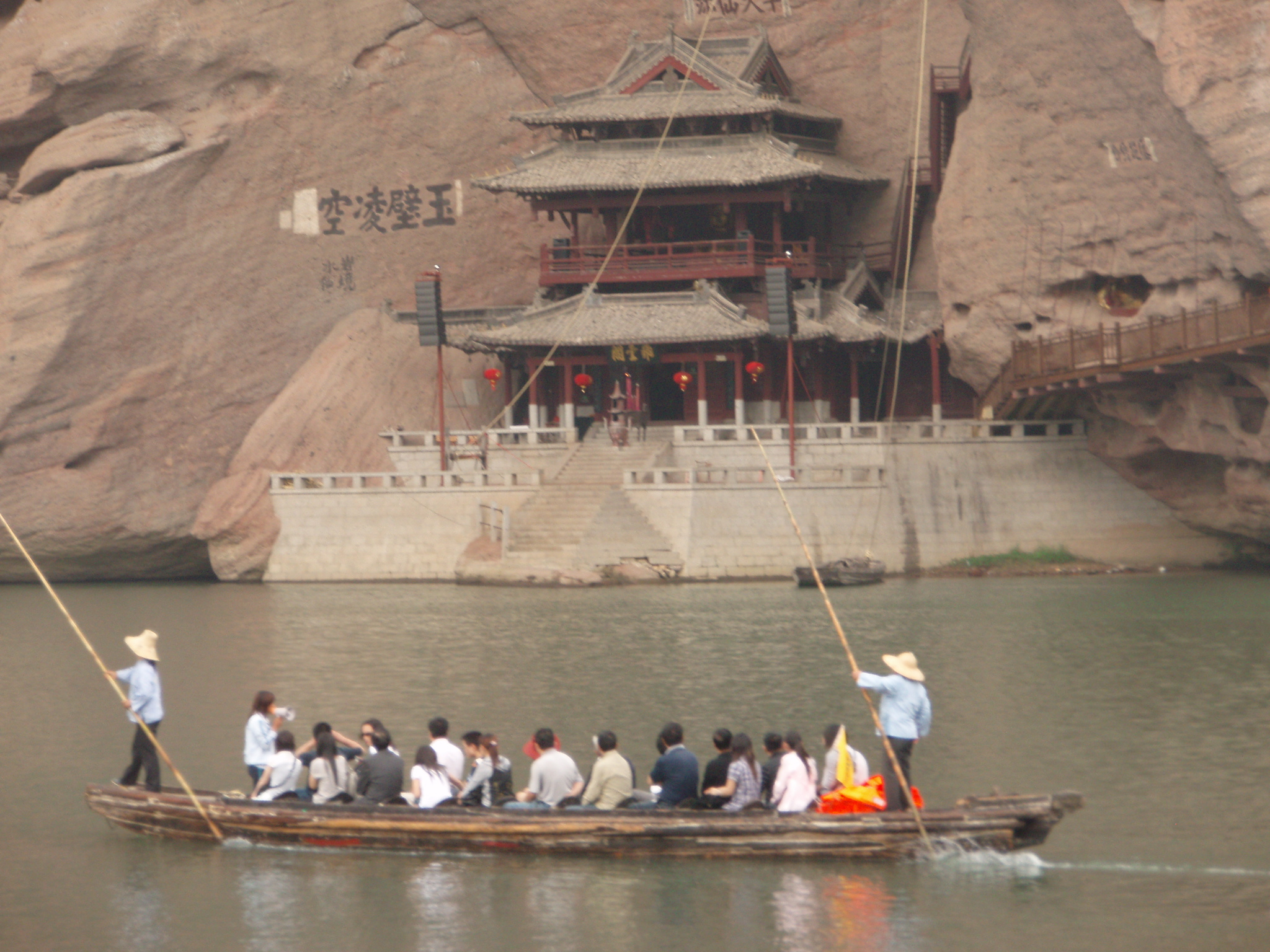
Un tempio taoista del Monte Longhu, in Jiangxi

Spesso il taoismo viene scolasticamente suddiviso in "taoismo filosofico" (cinese: 道家; Wade-Giles: tao-chia; pinyin: dàojiā) o "scuola taoista", e "taoismo religioso" (cinese: 道敎; Wade-Giles: tao-chiao; pinyin: dàojiào) o "religione taoista", oppure, rispettivamente, "taoismo contemplativo" e "taoismo interessato". Questa suddivisione è oramai rifiutata da molti sinologi. Alcuni autori distinguono ulteriormente, all'interno del taoismo religioso, la "religione popolare cinese".
La distinzione tra daojia e daojiao ha avuto inizio nel tardo periodo Han (quindi nei primi due secoli dell’era volgare). Nel canone Daozang (XV secolo d.C.) non si ha questa divisione ed i due termini sono considerati sovrapponibili. Peraltro i due lemmi erano inesistenti nel cinese premoderno, per cui non esisteva alcuna differenza tra filosofia e religione.
Il termine "daojiao" nella pratica ha avuto svariate sfaccettature di utilizzo. Come già riportato, fu usato in modo estremamente indeterminato, nella prima fase (quella preimperiale, ovvero fino al 221 a. C.), per indicare le correnti religiose cinesi e quindi principalmente il confucianesimo. Dopo la metà del I secolo si impiegò per riferirsi al Buddhismo (che entrò in Cina in questo periodo) e, solo nel V secolo, si iniziò ad utilizzarlo nel senso con cui lo intendiamo oggi. Infatti, fino ad allora, i vari gruppi religiosi rimasero in qualche modo disuniti, connessi tra di loro solo per un opporsi ai vari culti locali, ma da tale data in avanti cercarono di trovare un'unità, sul modello del buddhismo (da cui tentavano di diversificarsi ed opporsi) e ciò si estrinsecò nella formazione di una letteratura canonica, nella codificazione di rituali e norme sacerdotali, nella fondazione di monasteri daoisti come quelli buddhisti, giungendo alla fondazione di una vera e propria religione, non solo all'assemblaggio di diversi elementi tra loro.
I buddhisti reagirono tentando di mettere in cattiva luce la soteriologia terrena del taoismo; il taoismo il quale, d'altra parte, era ben più in accordo con la simbologia imperiale cinese di quanto lo fosse la religione dharmica.
Secondo il Prof. Leonardo Vittorio Arena la distinzione tra le due scuole durante il periodo Wei e Jin (quindi all'incirca tra la prima metà del III e la prima metà del V secolo d.C.) in concomitanza con l'avvento del neotaoismo, è connessa con l'opera di Lièzǐ che rifiutava completamente le arti magiche e la religione popolare.
Il taoismo ha una alta complessità. Se sicuramente possiamo ritenere classici Laozi e Zuangzi (quindi un ipotetico taoismo filosofico) si può sostenere, con minor concordanza che tutte le correnti che dai primi pensatori sono arrivati ad oggi appartengano al daojiao (a partire quindi da Huanglao Dao e dai Maestri celesti.
In modo estremamente chiaro si esprime Fabrizio Pregadio:
()
.
Poi continua, in modo per noi più complesso
()
Dato ormai per acclarato che la suddivisione di cui sopra, ancora presente in alcuni scritti e comunque riscontrabile spesso in Occidente, è ritenuta da praticamente tutti gli studiosi artificiosa ed erronea, per Robinet nascerebbe da un'intrinseca difficoltà occidentale nella comprensione dell'esperienza mistica, soprattutto perché coloro che operarono quel tipo di suddivisione per lo più non conoscevano i testi del cosiddetto "taoismo religioso". Anche Leonardo Vittorio Arena si esprime contro tale distinzione pur ritenendola utile per distinguere tra lo sterminata produzione di testi, frutto anche di tantissime contaminazioni). Non c'è però omogeneità tra i cultori, per cui se da un alto Poul Andersen riferisce come il taoismo includa entrambi gli aspetti, per cui è sia una "via" (credenze e riflessioni) che un insegnamento (ovvero i rituali pubblici, le liturgie ed i metodi per ottenere l'immortalità personale), dall'altro Fabrizio Pregadio scrive quanto poco sopra riportato. Per la Robinet, il "daojia" consisterebbe quindi nelle speculazioni che accompagnano o coronano questa ascesi, esito quindi dell'ascesi stessa; al contrario, il termine "daojiao" sarebbe connesso con il sacro, gli dei e gli spiriti, e sarebbe da intendersi come «l'ascesi, l'addestramento, la procedura».
Non a caso la sinologa francese sostiene che gli aspetti contemplativi, intenzionali o di applicazione politica siano presenti in entrambe le dimensioni.
Il termine "dao" significava originariamente «la via». Gli interpreti moderni fanno iniziare il daojia con il daodejing e lo zhuangzi: quanto identificato principalmente nei testi dei primi maestri (LaoZi e ZhuangZi) avrebbe il significato di «via ultima, ovvero via che sublima tutti i differenti e multiformi percorsi umani esistenti».
Sicuramente parte di questa difficoltà è legata alla non completa traduzione in Occidente della sterminata produzione taoista e alla difficoltà di comprensione della mentalità cinese per un occidentale.
Se per certi uomini, gli imperatori in particolare, l'aspetto importante della religione era prolungare la vita e migliorare le proprie condizioni di salute, per altri le tecniche furono indubbiamente destinate all'estasi e all'esperienza mistica (vedi anche la sezione l'immortalità e l'alchimia).

## Filosofia taoista
Fin dalle fasi iniziali del pensiero taoista, ci sono state diverse scuole di filosofia che hanno attinto e interagito con altre tradizioni filosofiche come il confucianesimo e il buddismo. Il taoismo differisce dal confucianesimo nel mettere più enfasi sulla coltivazione fisica e spirituale e meno sull'organizzazione politica. Nel corso della sua storia, la filosofia taoista ha enfatizzato concetti come wu wei ("azione senza sforzo"), ziran (lett.  "autenticità naturale"), qi ("spirito"), wu ("non-essere"), wuji ("non-dualità"), taiji ("polarità") e yin e yang (lett. 'luminoso e scuro'), biànhuà ("trasformazione") e fǎn ("inversione") e la coltivazione personale attraverso la meditazione e altri pratiche spirituali.
Mentre gli studiosi hanno talvolta tentato di separare la "filosofia taoista" dalla "religione taoista", non c'è mai stata una tale separazione. I testi taoisti e i letterati e i sacerdoti taoisti che li hanno scritti e commentati non hanno mai fatto distinzione tra idee "religiose" e "filosofiche", in particolare quelle relative alla metafisica e all'etica.
I testi principali di questa tradizione filosofica sono tradizionalmente visti come il Daodejing e lo Zhuangzi, sebbene solo durante la dinastia Han furono raggruppati sotto l'etichetta di "taoista" (Daojia). L'I Ching fu poi legato a questa tradizione anche da studiosi come Wang Bi. Inoltre, circa 1.400 testi distinti sono stati raccolti insieme come parte del canone taoista (Daozang).

### Lignaggio
Nel taoismo la trasmissione della conoscenza avviene tramite un diretto confronto tra il maestro ed il discepolo, quindi differentemente dai tipici approcci più sistematici, sul modello del moderno apprendimento razionale occidentale.
(()
.
In questa visione assume importanza il "lignaggio", che rappresenta il veicolo che permette l'incontro tra il divino e gli esseri umani viventi, e che consiste in una sorta di depersonalizzazione degli antenati, verso i quali si esercita un culto, unitamente a quello verso altre figure antropomorfe come quelle dei santi e di personaggi mitologici, che nel loro insieme forniscono anche un codice etico.

## Canone taoista
Nella tradizione religiosa, i testi taoisti sarebbero antecedenti l'uomo e nascerebbero direttamente dal Pneuma originario o respiro originario. Successivamente sarebbero stati reificati in testi scritti con caratteri non umani e conservati in palazzi celestiali e, finalmente, diffusi sulla terra in caratteri umani. In questa ottica gli scritti connetterebbero gli esseri umani con l'oltremondo.
Dal punto di vista storiografico invece, le fonti antiche cinesi sarebbero: le Memorie di uno storico di Sima Qian (scritto nel II-I secolo a.C.), il Libro degli Han di Bān Gù (I-II secolo d.C), il Libro degli Han posteriori di Fàn Yè (V secolo d.C.).... Questi testi, oltre a tanti altri, fanno parte del canone chiamato le Ventiquattro Storie.
Da esso però ne risulta un quadro variopinto, in cui la difficoltà classificatoria è preminente.
Ad esempio Hán Fēizǐ (韓非子), il principale pensatore del Legalismo (法家, Fǎjiā) viene indicato come ispiratore dalle sentenze 'daoiste' di Huángdì (黃帝) e di Lǎozǐ (老子), mentre in tempi successivi, lo stesso, verrà indicato come un oppositore del Daoismo.
Ancora il Guǎnzǐ (管子), ordinariamente considerato un testo di scuola Fǎjiā, contiene alcuni capitoli daoisti e come taoista viene descritto dallo Yìwén zhì

### Daozang
Il canone taoista o Daozang (道藏 pinyin:Dào Zàng, Wade-Giles: Tao Tsang), fu composto nel 1442 e raggruppa più di 1000 testi che spaziano dall'utilizzo di erbe alle opere colte di Laozi e Zhuāngzǐ, a testi di tecniche di meditazione od alchimia.
Molti testi appaiono più di una volta con titoli diversi, altri hanno titoli uguali ma contenuti differenti, altri ancora contengono all'interno parti di documenti presenti nel canone in posizioni differenti
Seguendo l'esempio del Tripitaka buddhista, il Daozang è diviso in tre sezioni (dong 洞):
- i "Testi della Suprema Purezza" (Dongzhen),
- il "Sacro" (Dongxuan), vale a dire scritture sulla liturgia e sul medio livello di iniziazione;
- infine i "Testi dei Tre Signori" (Dongshen), una sezione che include insegnamenti sulle tecniche di esorcismo, sulla teologia taoista e sul minimo livello iniziatico.

Il Canone contiene inoltre una gamma di scritture supplementari, aggiunte in epoche più recenti, che trattano varie questioni: preghiere, invocazioni, meditazione, divinità e molto altro; tra questi testi si possono trovare il "Libro della Grande Pace" (Taipinjing), testi alchemici e scritture della tradizione dei Maestri Celesti, i papi dell'ortodossia, oggi figure poco importanti sia per la Chiesa taoista taiwanese, ancor meno per l'organizzazione ecclesiastica della Cina continentale.

### Cinque precetti
Nel Taoismo, i Cinque Precetti (cinese: 五戒; pinyin: Wǔ Jiè; Jyutping: Ng5 Gaai3) costituiscono il codice etico di base intrapreso principalmente dai praticanti laici. Per monaci e monache ci sono precetti più avanzati e più severi. I Cinque Precetti sono quasi gli stessi dei Cinque Precetti del Buddismo; tuttavia, ci sono piccole differenze per adattarsi alla società cinese.
Secondo il daozang di Zhengtong i cinque precetti di base sono:
1. Non uccidere
2. Non rubare
3. Nessuna cattiva condotta sessuale
4. Non dire falsa testimonianza
5. Non assumere sostanze intossicanti.

Le brevi definizioni sono state estratte dal alcuni passi dell'opera:

## Dottrina
Questa sezione è basata principalmente sulle dottrine di Laozi, di Zhuāngzǐ e di Liezi.
il nome che può essere nominato non è l'eterno nome...»

### Non che cosa è, ma che significato ha per me, ora
(Alan Watts, Il significato della felicità)
Quindi un cinese non ragiona seguendo una ideale linea orizzontale di causa effetto ma, piuttosto, seguendo una linea verticale, cercando di connettere tra loro cose che sono in un posto ora ed in un altro posto ora. La domanda che si pongono è: "qual è il significato delle cose che avvengono insieme in questo momento?.
Ancora 
Il Dao è un certo tipo di ordine [...] che però non è precisamente ciò che noi definiamo ordine quando disponiamo un oggetto in un ordine geometrico, in scatole od in file. Se osserviamo una pianta di bambù ci è perfettamente chiaro che la pianta possiede un suo ordine. [...] I cinesi lo chiamano Li [...]. Tutti cercano di esprimere l'essenza del Li. Ma la cosa interessante è che, nonostante si sappia cosa sia, non c'è modo di definirla.»
(Alan Watts, Il significato della felicità)

### La spontaneità
Il taoismo sostiene l'esistenza nell'universo di una sorta di autoregolazione: lasciare correre spontaneamente tale meccanismo darebbe spazio ad una vita serena, senza violenza. Ma, è importante sottolinearlo, non legittima la sopraffazione ed il caos. Il taoista è convinto che ciascuno abbia in sé stesso le doti naturali che gli consentiranno di risolvere in molte occasioni. Quindi in quest'ottica l'imperfezione non esiste e se esiste è solo presente tra gli uomini che non seguono la spontaneità.

### La non azione o Wu Wei
Wu wei (無為, 无为), o legge dell'agire senza agire, significa permettere il ritmo naturale delle cose, non deviare o forzare la spontaneità della natura, non imporre la propria volontà sopra l'organizzazione del mondo.
I testi che più trattano questo aspetto sono il Daodejing ed il Zuangzi: essi sottolineano il raggiungimento di una quiete interna, la ricerca di una libertà della mente e dello spirito nel tentativo di cogliere una unità con tutto l'universo.
nel non essere sta l'uso del carro.

Plasmare l'argilla per farne un vaso,

nel non essere sta l'uso del vaso.

Cesellare porte e finestre per farne una casa,

nel non essere sta l'uso della casa.

Quindi ciò che esiste determina il vantaggio,

l'inesistente determina l'uso.»
()
Il non essere (wu), in questa accezione, ha un significato ben diverso a quello cui siamo abituati dalla dialettica greca (in particolare nei significati di Parmenide e Gorgia). In questo contesto significa "non esserci determinato", un vuoto determinato. L'essenza sta nel vuoto, spesso in cose a cui non diamo importanza, come l'importanza non è riposta nelle quantità di cose che abbiamo nella nostra dimora, bensì nel vuoto tra le pareti.

### La mancanza di talento
Io ho un grande albero, La gente lo chiama ch'u. Il suo grande tronco è schiacciato e gonfio ed una corda non riesce a cingerlo. I suoi piccoli rami sono contorti e attorcigliati. [...]
Ora tu hai un grande albero e la sua inutilità ti affligge. Perché non lo pianti nella landa dell'ampio nulla, la campagna dove non c'è altro? Senza premeditazione nella non-azione ti appoggerai ad un suo fianco e ti muoverai liberamente, dormendo e riposandoti sotto i suoi rami: Quest'albero non patirà una morte prematura ad opera di scure ed accetta. Nessuna creatura lo danneggerà poiché non è qualcosa che possa essere utilizzato, per quale motivo potrebbe mai soffrire?»
()

### Il Dao
Il termine Dao è per noi occidentali di difficile comprensione, mentre non pare essere così per un orientale. Infatti il termine è intellegibile e di uso comune sia tra gli intellettuali che tra il più povero contadino. Pare che la prima volta che sia stato utilizzato in Cina sia nel Chu Shing in cui dice:
its selfship tendencies lead to error and crime

and its affinity with Tao is small.»
le sue tendenze interiori portano all'errore ed al misfatto

e la sua affinità con il Tao è limitata.»
()
Ancora in un passaggio del Ta Chuan (The Great Treatise):
Il saggio lo scopre e lo chiama saggio

Il popolo ne fa uso giorno per giorno e non ne sa nulla.

Non solo ognuno "sente il Tao con modalità proprie, ma persino il Tao riflette il carattere della persona.»
()
"Osservando le cose in modo originario, non vi è differenza tra quella che fate, da una parte, e quello che vi accade dall'altra. [...] Ecco ciò che è chiamato Tao [...] Tao significa fondamentalmente via, corso: il corso della natura."
Tornare alla spontaneità. La ricerca del dao è la ricerca dell'essenziale, e in questo può essere vista come un analogo più elaborato del cinismo greco. Tale fortissimo richiamo all'essenzialità, al cosiddetto tronco grezzo, agli antichi, richiede la difficile operazione di spogliarsi del superfluo e dei preconcetti. Lo scopo è lasciar fluire l'originale liberando la spontaneità, che non deve però essere scambiata con il lassismo (vedi dopo).
Per comprendere quale sia la natura del Dao bisogna evitare qualsiasi tipo di paragone con il Dio delle religioni monoteiste. Il dao non è un ente trascendente e dotato di personalità.
Il Dio che viene presentato dal taoismo è una sorta di "Principio ordinatore unico ed immanente del mondo", come già riportato, non troppo dissimile dall'Armonia di Pitagora, il Logos di Eraclito, lo Shinto giapponese, il Dharma del buddismo
Il termine Dio suona inappropriato, è preferibile non farne uso, per evitare i parallelismi sopra citati.
Il termine "Dao", che come sopraddetto è fondamentale in tutto il pensiero cinese, ha assunto diversi significati nel tempo. I principali significati sono tre:
1. Il Principio, l'Eterno Assoluto, la Fonte impersonale e trascendente di tutto ciò che esiste, l'Essere eterno di Dio al di là del divenire del mondo.
2. La Via nella quale procede tutto ciò che esiste nell'universo, il movimento e mutamento incessante del mondo. Nel Daodejing questi due significati si trovano distinti e precisati: Daodejing significa infatti il libro (jing) del Principio (Dao) e della sua Azione (De, potere di azione del Dao da cui nasce tutto ciò che esiste).
3. Il terzo significato riguarda la capacità e la correttezza nel praticare una data arte, nel seguire una certa via: il Dao del guerriero (l'abilità nelle arti marziali), il Dao dell'amore (l'arte dei rapporti amorosi e sessuali), il Dao del governo, della politica.

Ancora il Dao è alla base dell'ordine naturale delle cose, la via operante del mondo quando l'uomo lo lascia scorrere come è
Il dao è innominabile. In accordo al Daodejing e con lo Zhuangzi, non si può citare il nome, ed esso non può essere afferrato o delimitato.
- Del dao ovvero si può solo dire ciò che non è, seguendo un indirizzo non comune nella letteratura del tempo (tecnicamente approccio apofatico)[69]
- la necessità di seguire l'ordine naturale del Dao raccomandato sia il Daodejing che dallo Zhuangzi[70].

Ma punti principali del Daoija sono:
- il bisogno di ritornare alle origini, al Dao[69]
- la totalità indeterminata[69]
- l'esistenza della multiforme diversità nel mondo.[69]

La concentrazione interiore all'interno di se stessi permette la quiete necessaria per sperimentare il dao. Esso consiste nel concentrare e unificare lo spirito (shen) e la volontà (zhi) su questa esperienza, e di essere ricettivi e conforme al fine di ricevere questo dao. Da qui la pratica della concentrazione sull'Uno (yi), visto in tutta la storia del taoismo. Questa concentrazione significa liberarsi dai desideri, emozioni e pregiudizi, rinunciando al sé concettuale, e non rimanere intrappolato nelle preoccupazioni mondane. Il fine è ritornare alla propria natura originale. Esso è legato ad una visione intuitiva del mondo concepito come una unità.

### De
De o virtù è il dao realizzato nell'uomo«Nel flusso universale e senza senso delle cose, a ciascuna compete un ruolo, come se si seguisse un piano.»
(Daodejing)

### Qi, Yin e Yang
Nella religione Daoista all'origine è il Qi, dinamismo primordiale, né spirito né materia, ed ogni cosa è un aspetto di ciò.. Nella sua forma primordiale il dao è il vuoto nulla, lo stato di non esistenza: da questo stato si divide dando origine al Qi, il pneuma, il respiro, il quale si dividerà nell'Yang e nello Yin. Il Qi è una forma che si espande, dà vita al mondo, non ha una esistenza individuabile al di là della forma che prende. Esso è un principio di unità e di coerenza che unisce la molteplicità tra loro.

Questo soffio si differenzia in un soffio puro e leggero, lo Yang, ed in uno opaco e pesante, lo Yin.
Il Dao ha quindi provocato la creazione dell'universo, dando origine ai due principi cosmici yin e yang, la natura dualistica di tutte le manifestazioni del dao stesso. La dualità, l'opposizione e combinazione di questi due principi base è riscontrabile in ogni elemento della natura: luce e oscurità, maschio e femmina, attività e passività, movimento e staticità.
Il dualismo è però pura illusione, esso - in ultima ipotesi — non esiste, è solo una codifica che l'uomo tende a porsi basandosi sull'esperienza sensoriale.
La filosofia religiosa taoista è quindi monistica («Preserva l'Uno dimorando nelle due anime: sei capace di non farle separare?»). Il mutare delle cose è un continuo compenetrarsi e vicendevole rigenerarsi di questo dualismo illusorio.

## L'immortalità e l'alchimia
È uno dei punti cruciali del taoismo e denso di difficoltà e incomprensioni.
L'immortalità va pensata in modo differente dal senso con cui la cultura occidentale la concepisce, come scrive Stephen R. Bokenkamp, sostenendo come il massimo che potevano aspirare "i legati al dao" ovvero i santi (xian), era di riapparire nelle fasi successive.
.
In questa ottica Bonenkamp infatti preferisce parlare di longevità (longevity, long life or "an existence equal with that of the sun and moon") piuttosto che immortalità
Ancora gli immortali possono essere pensati ad almeno tre livelli:
nel primo sarebbero esseri terrestri esistenti sul piano terrestre o legato alle cavern-heavens
(ovvero caverne sacre -nouminose- presenti su montagne incantate che permetterebbero il passaggio alla realtà del Tao).
Nel secondo significato descritto nel periodo Shangqing e Lingbao questi xian avrebbero deposto il loro corpo corruttibile per passare ad un corpo di materia stellare.
Nel terzo significato sarebbero spazi interiori raggiungibili tramite l'alchimia interiore.
Ma quest'ultimo stadio è probabilmente il più pregno: si tratterebbe di raggiungere realtà più alte attraverso una purificazione morale, spirituale e cognitiva, fino ad un punto che non sarebbe estinta dalla morte.
Nonostante quando si parli di alchimia (in ambito del taoismo) si intenda la ricerca della immortalità, più specificatamente, secondo Arena l'alchimia taoista nasce spirituale anche quando ha traguardi molto concreti. Solo se l'individuo ha raggiunto certi livelli di crescita, le tecniche di meditazione sono efficaci; e per farlo è necessaria un'etica rigorosa: l'amore universale è la migliore pratica.
Si possono distinguere due diverse tradizioni dell'alchimia:
- Alchimia interiore (o Nei-Tan o Neidan o cinabro interiore): questa poneva l'accento alle tecniche per raggiungere la trascendenza.[87]. Essa è interiore e riguarda la meditazione e le pratiche spirituali.[88]
- Alchimia esteriore (o Wai-Tan o Waidan o cinabro esteriore): poneva invece l'accento alle tecniche per trasformare i metalli in oro o per raggiungere l'immortalità, pur avendo in comune con la prima tradizione uno stesso linguaggio, stesse metafore ed un comune metodo di autosviluppo dei praticanti.[87]

I primi documenti scritti risalgono all'VIII secolo
In quest'epoca si sviluppò l'alchimia interiore.
L'alchimia interiore non cercava di fabbricare un prodotto, bensì era soprattutto una tecnica di illuminazione; essa:
- utilizzava tantissimo i trigrammi del Yiing,
- aveva una grande tendenza sincretica sui tre principali insegnamenti cinesi,
- in qualche modo rompeva con il passato,[91]
- il fine non era l'elisir di immortalità (che per i seguaci non esisteva), bensì l'unità tra Dio ed il mondo,
- l'utilizzo di un linguaggio altamemte strutturato, che si sforza di chiarire il contraddittorio.[92]

Per dirla come Isabelle Robinet (che riprende inevitabilmente anche il problema della differenza tra il taoismo come religione e come filosofia) questo differenziarsi è persino un falso problema, in quanto lo scopo ultimo delle varie tecniche interiori ma anche esteriori è l'esperienza religiosa, se non mistica. Scrive infatti:
(Isabelle Robinet, Storia del Taoismo)
(Lao Tze)
Traggo dalla Encyclopedia of Taoism di F. Pregadio:" Lo scopo del neidan è descritto come raggiungere l'immortalità od uno stato di unione con il Dao, variamente immaginato come ottenere il grado di immortale (tianxian)( fill), diventare un "funzionario celeste" (tianguan 7C '§) nella burocrazia ultraterrena, unendo il proprio spirito con il dao (yu shen he daoWf$ i' r:iE:), o ottenendo "la liberazione dal corpo" (*shijie). [...] mentre le tradizioni waidan sono attestate in Cina almeno dal secondo secolo BeE, il neidan come lo conosciamo oggi è uno sviluppo relativamente tardo [...] l'incremento di popolarità del neidan ha coinciso in gran parte con il declino del waidan.

### Specifiche sulle due correnti alchemiche
Il Neidan può essere considerato complementare al taoismo più liturgico che, in quel periodo, era rappresentato dai Maestri del Cielo. L'alchimia interiore non cerca di fabbricare un prodotto bensì è una tecnica di illuminazione.
Ancora più specificatamente abbiamo nel Neidan:
- attenzione allo sviluppo mentale e fisico, con la preminenza del primo
- tendenza sincretica, a congiungere buddismo e confucianesimo ad esercizi sul soffio, visualizzazioni, ecc.
- impiego dei trigrammi de I Ching
- impiego di pratiche chimiche con prevalente valore metaforico, piuttosto che operativo.[91]

Ge Hong (esponente del waidan) anela ad un uomo che sia appartato, distante, che si trovi bene ovunque, senza però farsi coinvolgere, nulla può ostacolarlo... non muore, perché l'oro ed il cinabro ne rinforzano la circolazione e la respirazione, pure l'ombra non viene proiettata.
Nell'ambito del neidan troviamo: Wu Yun (?-779), Zhang Boduan (?-1082), Chen Tuan (906-989) e la corrente Quanzhen.
Certamente, riferendomi al waidan, siamo ovviamente distantissimi dalla non azione; si perdono certe profondità passando ad un esercizio più tecnico: questo transito ha un prezzo grave da pagare.
Quando si parla di alchimia (in ambito del taoismo) si intende la ricerca della immortalità[78]. Più specificatamente, secondo Arena l'alchimia taoista, anche quando ha traguardi molto concreti, nasce spirituale. Solo se l'individuo ha raggiunto certi livelli di crescita, le tecniche di meditazione sono efficaci. Per raggiungere questi livelli è necessaria un'etica rigorosa: l'amore universale è la migliore pratica.[79]

## Simbologia
Ci sono parecchi simboli ed immagini collegati al taoismo. Il simbolo principale è il Taijitu (太極圖)
spesso accompagnato da otto trigrammi (bagua 八卦)
(道教 pinyin: bāguà; Wade–Giles: pakua; Pe̍h-ōe-jī: pat-kòa)
Le controparti yin e yang sono rispettivamente di colore nero (o blu) la parte yin e di colore bianco (o rosso) la parte yang. Il simbolo si può trovare su bandiere e loghi delle associazioni daoiste, nei templi e sugli abiti dei chierici.
Direttamente derivato dal Taijitu è il Tomoe, diffusosi in particolare nello Shintoismo giapponese.

## Influenze

### Influenze con il buddismo
Il buddismo, importato dall'India promuove (come il taoismo) l'armonia con la natura ma, il suo punto focale è l'eradicazione della sofferenza nell'uomo, attraverso la meditazione e l'illuminazione
La relativa vicinanza di temi rispetto al buddhismo — pur nella sostanziale differenza di prospettive — ha fatto sì che si creassero diverse forme di sincretismo fra le due fedi, con condivisione e scambio di elementi religiosi e divinità. Il che è avvenuto soprattutto sotto le dinastie Sui e Tang.
Il contatto del buddismo con la tradizione taoista ha portato alla scuola del buddhismo Zen, diffusa soprattutto in Giappone.

### Rapporti con il confucianesimo
()
Pur promuovendo una vita in armonia con la natura, l'intento del Confucianesimo è di ordine, morale e politico.
I rapporti con il confucianesimo sono molto complessi.
Le due correnti di pensiero infatti scaturiscono da premesse molto differenti:
- il confucianesimo dà rilevanza all'aspetto politico e sociale dell'uomo
- il taoismo invero pone l'attenzione al lato individuale, esistenziale,[99] ed alla relazione degli esseri con la Natura[100]

Ma la questione diviene via via più complessa se possiamo leggere una netta avversione per Kǒngzǐ (più noto come Confucio) e la sua corrente, in Zhuāngzǐ e Liezi ed al contrario, trovarlo descritto come esempio massimo di maestro, in alcuni filosofi neotaoisti (quali Wang Pi e Kuo Hsiang.
- Marcel Granet segnala come i "taoisti si segnalarono per il disprezzo dei doveri sociali, per la cura della discipline tecniche e per una predilezione per l'ontologia" a differenza degli ortodossi (confuciani) cui "le speculazioni sulle cose interessavano poco, e solo uno sforzo di cultura permetteva di praticare sinceramente il conformismo indispensabile alla vita sociale"[103]

Anche in Kang-Tsang-Tzu, taoista dell'VIII secolo d.C., c'è il tentativo di portare nel taoismo elementi confuciani, ad esempio nell'esercizio della pietà filiale, e nella pratica dei riti e della musica
Spesso il confucianesimo ha rimproverato al taoismo un certo grado di egoismo in quanto il taoismo sarebbe distante dall'agire sociale e ricercherebbe per lo più la salvezza individuale
Altra grande differenza è il Li (ovvero l'attenzione al rituale) che era uno strumento fondamentale, mentre erano considerati non importanti per i daoisti.
D'altra parte il confucianesimo riuscì a liberarsi di tutti i residui orgiastici ed estatici.
Altra differenza tra taoismo e confucianesimo riguarda il confronto con l'apparato burocratico dello stato.
Per il taoista ideale è uno stato poco burocratico ed ideali erano piccole comunità fondate sul modello contadino, mentre per il confuciano, la burocrazia centralizzata dello stato era preponderante. Ma ancora, mentre per il taoista il sovrano doveva raggiungere l'unione mistica con il dao per ben governare, per il confuciano al sovrano bastava l'approvazione celeste e la appropriazione di virtù etico sociali.

### Rapporti con il legismo
Tale filosofia era priva di aspetti religiosi e mistici e focalizzava i propri insegnamenti sull'obbedienza alle leggi.
Una sintesi tra alcuni elementi delle due dottrine è presente in Kang-Tsang-Tzu.
Tratti legisti, oltre che confuciani, emergono in un testo spurio, di chiare fattezze daoiste, che si presenta anche come Commentario al Daodejing, e cioè Wenzi.

### Rapporti con la religione popolare cinese
Sia per un taoista che per un confuciano, la religione popolare, sostanzialmente animistica, aveva ben poco significato. Entrambe le filosofie cercavano un tipo di redenzione, pur con percorsi ben diversi, ed entrambe le correnti erano convinte che un governo ideale servisse molto più che le pratiche religiose a tenere a debita distanza i "demoni".

## Rapporti con il potere ed il popolo

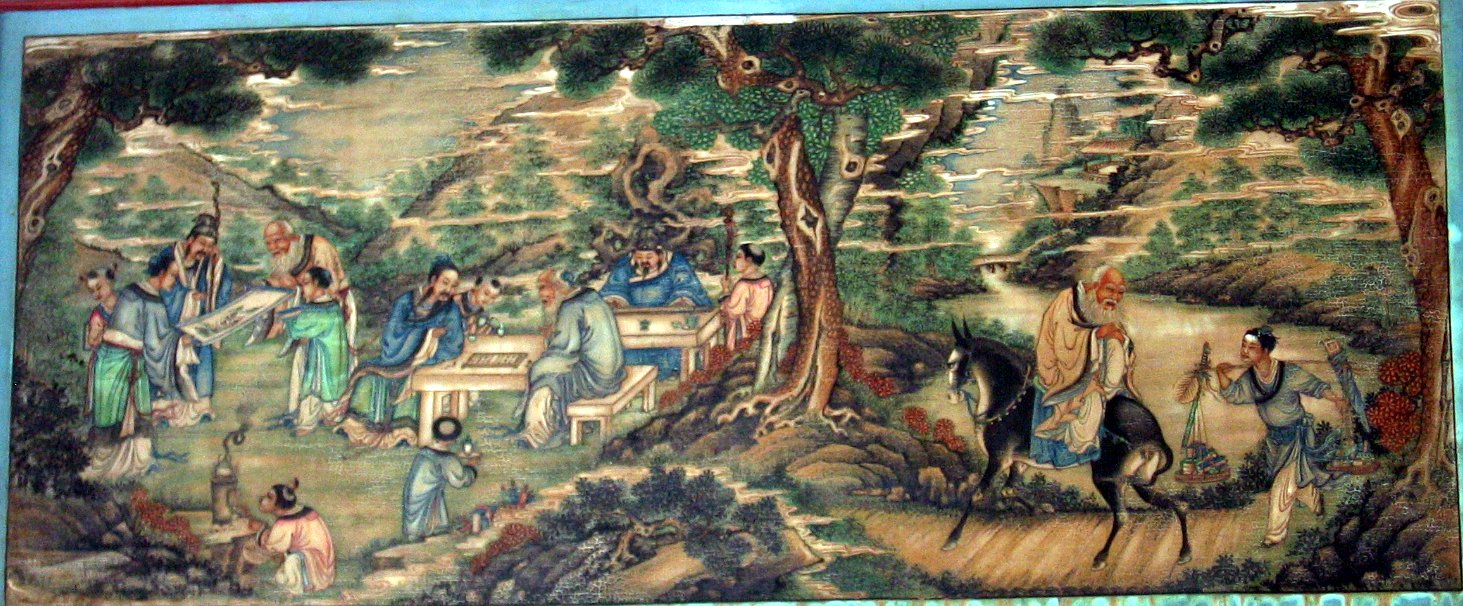
Sette saggi del bosco di bambù

Come scritto in precedenza, il taoismo è più una pratica, piuttosto che una credenza. È una pratica di caste sacerdotali gelose del loro insegnamento e della loro elitarietà. Ancora importante è il legame con il potere centrale presso la corte dell'imperatore. Ma qui i metodi dei maestri daosti potevano cambiare da persona a persona e da scuola a scuola: "essi vanno da una gestione saggia del ruolo di consigliere dell'imperatore, al non intervento basato sul fatto che l'ordine si instaura naturalmente se gli uomini non interferiscono, od ancora alle grandi cerimonie propiziatorie."
Altri daoisti si rifiutarono di recarsi a corte alla chiamata dell'imperatore.
Altri, come i famosi sette saggi del bosco di bambù 竹林七賢 si ritirarono ad una vita ai margini, per lo più ubriachi.
Questa propensione anarchica naturale nel taoismo, insieme ai legami con larghi strati popolari, ha fatto sì che parecchie ribellioni contro i poteri fossero guidati da daoisti (vedi ad esempio quella delle "Cinque misure di riso", quella di Sue En nel 399 d.C. e di Zhong Xiang nel XII secolo,, oppure la rivolta dei Boxer nel XX secolo).

## Daoismo religioso
Come soprascritto il termine taoismo religioso è fonte di contraddizione: nonostante ciò è ancora attualmente utilizzato.
.
Esso convive spesso assieme alla Religione popolare.
Come ebbe a dire Isabelle Robinet:
()
Max Weber sostiene anche: 
()
Ed aggiunge ancora che se poi si dimostrava che uno spirito tutelare non era così forte da proteggere gli uomini, nonostante i sacrifici fatti a lui, lo si abbandonava; e ciò era fatto frequentemente. Nel 1455, ad esempio, l'imperatore tenne una punizione ufficiale contro lo spirito del monte Tsai.

## Conclusione: che cosa è il taoismo?
Come soprariportato il taoismo ha la vocazione ad essere marginale. In particolare la Robinet sostiene il concetto che: tutto ciò che non cadeva nelle categorie della conoscenza ufficiale od usciva dal quadro di riferimento di particolari tecniche, tutto ciò che era altro senza essere buddista, era destinato ad essere taoista
Ancora di basilare importanza, suonano queste parole:
()
Dopo di ciò:
Il taoismo sia esso filosofico, religioso, religione popolare.... ha alcune linee di pensiero sottostanti e comuni che sono:
1. la nozione che tutti i fenomeni siano legati tra loro in una rete infinita di forze che interagiscono in un flusso infinito.[116]
2. il concetto del primitivismo, ovvero l'idea che la società e l'uomo starebbero meglio se ritornassero allo stato di primitiva semplicità.[87]

Ma come ormai consuetudine «il vero taoismo non può essere descritto».... per cui il Nei Yeh (composto circa tra il 400 ed il 300 prima di Cristo) rigetta in pieno, tra le altre, il primitivismo

## Alcuni aspetti sociologici generali della religiosità cinese
Per comprendere alcune caratteristiche della religiosità cinese è necessario considerare alcuni concetti generali:

### Assenza di interessi puramente individuali
Approssimativamente si può sostenere che la religione cinese abbia un punto cardine: l'assenza di interessi puramente individuali; esprimendosi poi in due filoni principali
1. un culto di stato ufficiale che persegue gli interessi della comunità[119], ed in cui sono presenti spiriti della natura fortemente spersonalizzati[119] svuotati di tutti i fattori emozionali[119], accompagnato dall'orgogliosa rinuncia all'aldilà[119].
2. una religione popolare costituita dal culto degli antenati al servizio del gruppo familiare stesso[119] e con la comparsa di divinità di funzione (che presiedevano quindi alle varie attività umane[senza fonte]);

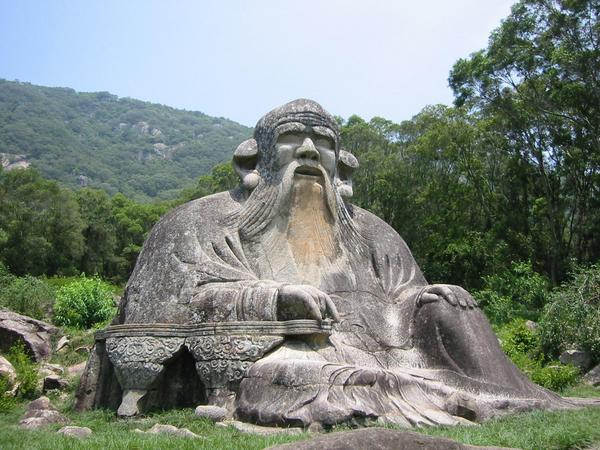
Statua in pietra di Laozi

Secondo Weber il culto ufficiale (fortemente impersonale) era fondamentalmente incomprensibile per la grande massa di contadini che, di conseguenza, si rivolsero alle suddette divinità di funzione (vedi anche qui sotto), ignorate invece dal potere centrale.
Non solo, ma la "intellighenzia" considerava eterodossa la cosiddetta religione popolare (con esclusione del buddismo), manifestando invero un certo imbarazzo nei suoi confronti pur sospendendo qualsiasi giudizio su questo genere di approccio (in modo non dissimile a quanto accadeva nella Grecia classica tra filosofia e religione).
Tipicamente cinese è anche il sentimento per cui il mondo della natura e la società umana, siano strettamente legati e solidali. Questo sentimento, secondo Marcel Granet, per lo più solo emotivo all'inizio, diventò, col tempo, fortemente dogmatico
Fin dall'epoca feudale (all'incirca il IX secolo a.C.) ed andando via via un poco attenuadosi, si evidenzierà una grande separazione tra la vita dei contadini e quella dei cittadini. Già sopra abbiamo menzionato come il potere centrale si disinteresserà delle divinità di funzione, preferite invero dal mondo contadino.
Indubbiamente questa separazione teorica tra taoismo "istituzionalizzato" e religione popolare è rigida e scolastica. Questi due momenti sono invece estremi in un costante dialogare. Ad esempio nella moderna pratica nella regione meridionale di Taiwan hanno molta importanza i medium tra l'uomo e la divinità(). Certamente è focale l'idea che culto degli antenati (il lignaggio) sia verosimilmente la prima radice del sacro nel mondo cinese. 

### Dio
Il Dio delle religioni centroasiatiche e mongoliche è, assieme al Sovrano, il garante dell'ordine universale. Si tratta di un Dio distante: se non interviene l'uomo, ancor meno interviene Lui.

### La famiglia e la stirpe
Il concetto di stirpe ha una grande importanza in Cina. Anticamente ( fino all'inizio del 900 ) la vita sociale e le tradizioni erano organizzate intorno ad un antenato cui era rivolta devozione. Per ogni stirpe esisteva un dio contadino duplice, (ovvero la fusione di uno spirito della terra fecondo e lo spirito del raccolto) ed uno spirito antenato
Con l'accrescersi dei "principi" nel potere centrale essi divennero spiriti del territorio del principe, fino a divenire un Dio personale sul tipo del greco Zeus. Con l'ulteriore salita del potere centrale lo spirito celeste assunse una impronta sempre più impersonale a differenza di quanto avvenne in territorio mediorientale
Anche la famiglia aveva (in epoca feudale) una vita particolare, essa era identità sostanziale, generalmente isolata, si scambiava coi vicini in due momenti particolari ovvero:
1. ad ogni generazione metà dei figli del medesimo sesso andavano a sposarsi in un paese vicino, in cambio di un lotto di figli de medesimo sesso;
2. in primavera con grandi feste sessuali in cui avvenivano scambi tra gruppi diversi e rompevano la monotonia della vita contadina.[129]

### Assenza di una casta guerriera
Il carattere tipicamente pacificato verso l'esterno dell'impero cinese, dopo una prima fase militaristica, non ha permesso la "scalata del potere" al cavaliere addestrato alle armi.
Gli dei guerrieri non salirono mai l'Olimpo. Gli imperatori compivano l'aratura, mai si trattava di principi cavallereschi.
È noto che in epoca storica solo un generale vittorioso sia stato proclamato imperatore dall'esercito (ovvero Wang Mang intorno all'anno 1)

### Rapporti con la religione popolare
La religione costituita (vedi religione popolare cinese) era di ben scarso interesse per il mistico cinese (si pensi a Laozi) oppure per Kǒngzǐ (latinizzazione di Confucio), entrambe le correnti però la accettavano.
A ciò valga il detto cinese per cui "il Cielo è uno e la Terra molteplice". Ciò starebbe a significare che il Cielo era unitario in quanto oggetto del culto del sovrano, mentre i culti contadini si rifacevano a multiple divinità agrarie'

### Predominio della lingua scritta
La tipica scrittura cinese, ovvero l'ideogramma, a differenza della scrittura alfabetica, era orientata principalmente alla vista e non all'udito. Secondo Max Weber questa caratteristica diede alla letteratura cinese un'impronta intuitiva a discapito del pensiero sistematico e della retorica. Il letterato quindi "trovava rifugio" nella bellezza dell'ideogramma, mentre il parlare rimase solo un affare della parte povera della popolazione. Una grande antitesi con la grecità per cui il dialogo (Logos) era tutto.

### Conclusione
In Cina l'antico ordinamento sociale era intoccabile. Il cielo era custode della stabilità.
"La garanzia della tranquillità e dell'ordine interno era offerto nel migliore dei modi, da una potenza qualificata nella sua impersonalità [...] alla quale dovevano rimanere estranee la passione e soprattutto l'ira"
I due principali paradigmi della religiosità cinese sono:
il culto di stato ufficiale che serviva gli interessi della comunità e
il culto degli antenati che serviva agli interessi del gruppo familiare
Gli interessi personali in entrambe le linee religiose erano impensabili.
"Il cielo, la potenza celeste impersonale non parla agli uomini, si rivela attraverso il modo del governo terreno e quindi nell'ordine stabile della natura e della tradizione, che è parte dell'ordine cosmico.".
()
In ultimo:
()

## Termini taoisti
Segue una lista di termini utilizzati nei testi taoisti:
- Bai Hui (百会): Il nome significa "Punto delle Cento Riunioni". È un importante punto energetico situato leggermente sopra la sommità del cranio, in corrispondenza del punto 20 VG (Vaso Governatore). Questo punto rappresenta la convergenza di molteplici energie e viene utilizzato nella medicina tradizionale cinese e nelle pratiche energetiche per riequilibrare il corpo e la mente.[138]
- Bei Dou (北斗): Rappresenta la Stella Polare o l’intera costellazione dell’Orsa Maggiore. Nell’antica cosmologia cinese, Bei Dou è simbolo di orientamento, stabilità e guida spirituale. La costellazione aveva un ruolo fondamentale nei calcoli astrologici e nell'osservazione del tempo.[138]
- Chan (禅): Il termine si traduce con "meditazione" ed è una pratica centrale nel buddhismo Chan (da cui deriva il buddhismo zen giapponese). Si tratta di un cammino interiore che cerca di sviluppare la consapevolezza, la concentrazione e l'illuminazione attraverso il silenzio e l'introspezione.[138]
- Dan Tian (丹田): Letteralmente "Campo di Cinnabro", si riferisce a tre principali centri energetici nel corpo umano:[138]
  - Dan Tian inferiore (下丹田, Xia Dantian): situato nell’area del basso ventre, è il centro principale della vitalità e dell'energia fisica.
  - Dan Tian medio (中丹田, Zhong Dantian): posizionato a livello del cuore, è associato alle emozioni e all'energia vitale collegata al respiro.
  - Dan Tian superiore (上丹田, Shang Dantian): situato al livello della fronte, tra le sopracciglia, è considerato il centro della mente e della coscienza superiore.
- Dao (道): La parola "Dao" si traduce come "Via" o "Percorso". È il concetto centrale del taoismo, che rappresenta l'ordine naturale dell'universo e il flusso spontaneo delle cose. Seguire il Dao significa vivere in armonia con le leggi naturali, senza opporre resistenza.[138]
- Dao De Jing (道德經): Conosciuto anche come "Libro del Tao e della Virtù", è il testo fondamentale del taoismo attribuito al saggio Lao Zi. Il libro contiene insegnamenti profondi sull'armonia universale, l'equilibrio tra opposti (yin e yang) e il valore del non-agire (wu wei) come chiave per una vita equilibrata.[138]
- Dao Zong (道宗): "Patriarca della tradizione taoista". Questo termine si riferisce alle figure di rilievo che hanno contribuito a fondare o preservare la tradizione del taoismo, trasmettendo i suoi insegnamenti.[138]
- Da Mo (達摩): Conosciuto in Occidente come Bodhidharma, è considerato il fondatore del buddhismo Chan (Zen). Figura leggendaria, si dice che abbia portato gli insegnamenti del buddhismo dall'India alla Cina, introducendo al contempo pratiche fisiche e meditative che hanno influenzato le arti marziali cinesi.
- Da Bei Zhou (大悲咒): Conosciuto come il "Grande Mantra della Compassione", è un testo sacro recitato nel buddhismo per evocare e coltivare la compassione universale. Si ritiene che la sua recitazione abbia poteri curativi e protettivi.[138]
- Da Ming (大明): Significa "Grande Luminosità" ed è spesso usato in contesti spirituali per rappresentare la chiarezza mentale, la saggezza o la luce interiore che illumina il cammino verso l’illuminazione.[138]
- Gong An (公案): Termine che indica un koan, ossia un enigma o un paradosso utilizzato nella tradizione Chan per sfidare la mente razionale e promuovere un’esperienza di intuizione diretta della realtà. Gli studenti meditano su questi enigmi per superare i limiti del pensiero logico.[138]
- Hui Yin (會陰): Un importante punto energetico situato nella zona del perineo. È considerato un punto di connessione tra l’energia yin e yang e uno snodo cruciale nel percorso dei meridiani energetici nel corpo.[138]
- Jin Ye (金液): Tradotto come "Oro liquido", si riferisce simbolicamente alla saliva. Nelle pratiche taoiste di alchimia interna, la saliva è considerata un'essenza preziosa per la salute e la longevità, legata alla circolazione dell'energia vitale.[138]
- Lao Gong (勞宮): Significa "Palazzo della Fatica" ed è un punto energetico situato nel palmo della mano (8 PC, Pericardio). È spesso attivato nel Qi Gong per canalizzare e proiettare l'energia.[138]
- Lao Zi (老子): Il Maestro Lao è il leggendario fondatore del taoismo e autore del Dao De Jing. Considerato un saggio di grande profondità, i suoi insegnamenti si basano sull'armonia con il Dao e sull’importanza della semplicità, della modestia e del non-agire.[138]
- Lie Zi (列子): Maestro Lie, il cui vero nome era Lie Yukou, è una figura storica o leggendaria del taoismo. A lui è attribuita la paternità di uno dei tre grandi classici taoisti, il Lie Zi, un'opera che esplora temi filosofici ed esoterici.[138]
- Nei Dan (內丹): Significa "Alchimia interna". È una pratica taoista che mira alla trasformazione e al perfezionamento dell'energia vitale, emotiva e spirituale attraverso esercizi fisici, respiratori e meditativi.[138]
- Qi (氣): Il termine "Qi" rappresenta l’energia vitale che permea l’universo e tutti gli esseri viventi. È la forza fondamentale che sostiene la vita e viene coltivata attraverso pratiche come il Qi Gong e il Tai Ji.[138]
- San Bao (三寶): "I Tre Tesori" rappresentano i tre aspetti fondamentali dell'essere umano:[138]
  - Jing (essenza vitale) – La base della vitalità fisica.
  - Qi (energia) – La forza vitale che anima il corpo.
  - Shen (spirito) – La mente o la coscienza superiore.
- Wu Wei (無為): Tradotto come "Non-agire", rappresenta uno dei principi centrali del taoismo. Non si tratta di inattività, ma di agire in accordo con il flusso naturale delle cose, evitando sforzi inutili o forzature.[138]

### In italiano
- Attilio Andreini e Maurizio Scarpari, Il taoismo, Bologna, Il Mulino, 2007, ISBN 978-88-15-11644-4.
- Attilio Andreini, Laozi. Genesi del Daodejing, Torino, Einaudi, 2004.
- Leonardo Vittorio Arena, L'innocenza del Tao: storia del pensiero cinese, Milano, Mondadori, 2010, ISBN 978-88-04-59601-1.
- Leonardo Vittorio Arena, Vivere il Taoismo, Milano, Mondadori, 1996, ISBN 88-04-40944-4.
- Leonardo Vittorio Arena, Il Tao della meditazione, Milano, Rizzoli, 2007.
- Leonardo Vittorio Arena, Zhuangzi, Milano, Rizzoli, 2009.
- Leonardo Vittorio Arena, Wenzi. Il vero libro del mistero universale. Un classico della filosofia taoista, Jouvence, Milano, 2018, ISBN 978-88-7801-609-5.
- Fritjof Capra, Il Tao della fisica, Adelphi Milano, 1989, ISBN 88-459-0689-2.
- J. C. Cooper, L'alchimia cinese. La ricerca taoista dell'immortalità, Roma, Astrolabio-Ubaldini Editore, 1985, ISBN 978-88-340-0814-0.
- J. C. Cooper, Yin e Yang. L'armonia taoista degli opposti, Roma, Astrolabio-Ubaldini Editore, 1972, ISBN 978-88-340-0725-9.
- Da Liu, Il Tao e la cultura cinese, Roma, Astrolabio-Ubaldini Editore, 1981, ISBN 978-88-340-0694-8.
- Catherine Despeux, Le immortali dell'antica Cina. Taoismo e alchimia femminile, Roma, Astrolabio-Ubaldini Editore, 1991 ISBN 978-88-340-1036-5
- D. Eisenberg e T.L. Wright, La via della Medicina cinese, Roma, Astrolabio-Ubaldini Editore, 1985, ISBN 978-88-340-0848-5.
- Monica Esposito, L'alchimia del soffio. La pratica della visione interiore nell'alchimia taoista, Roma, Astrolabio-Ubaldini Editore, 1997, ISBN 978-88-340-1230-7.
- Marcel Granet, La religione dei cinesi, Milano, Adelphi, 1973.
- Huai Chin Nan, Tao e longevità, Roma, Astrolabio-Ubaldini Editore, 1986, ISBN 978-88-340-0856-0.
- Akira Ishihara e Howard S. Levy, Il tao del sesso, Roma, Astrolabio-Ubaldini Editore, 1971, ISBN 978-88-7273-360-8.
- Jou Tsung Hwa, Il Tao del tai-chi chuan, Roma, Astrolabio-Ubaldini Editore, 1986, ISBN 978-88-340-0860-7.
- Jou Tsung Hwa, Il Tao della meditazione, Roma, Astrolabio-Ubaldini Editore, 1990. ISBN 978-88-340-1008-2
- Russel Kirkland, Il Taoismo: una tradizione ininterrotta, Roma, Astrolabio-Ubaldini Editore, 2006. ISBN 978-88-340-1492-9
- James Miller, Daoismo: una introduzione, Fazi Editore, 2005, ISBN 88-8112-604-4.
- Giangiorgio Pasqualotto, Estetica del vuoto, Marsilio Editore, 1992.
- Kristofer Schipper, Il corpo taoista, Roma, Astrolabio-Ubaldini Editore, 1983, ISBN 978-88-340-0764-8.
- Kristofer Schipper, La religione della Cina, Roma, Astrolabio-Ubaldini, 2011, ISBN 978-88-340-1614-5.
- Isabelle Robinet, Meditazione taoista, Roma, Ubaldini Editore, 1984, ISBN 978-88-340-0787-7.
- Isabelle Robinet, Storia del taoismo dalle origini al quattordicesimo secolo, traduzione di Marina Miranda, Roma, Ubaldini Editore, 1993, ISBN 978-88-340-1085-3.
- Augusto Sabbadini, Tao: i racconti della Via, Broli, 2004, ISBN 88-7493-032-1.
- Sat Chuen Hon, Qigong taoista, Pisani Editrice, 2005.
- Anna Seidel, Il Taoismo: religione non ufficiale della Cina, 1997.
- T. Solala e C. Al Huang, Sulla Via: guida al Taoismo occidentale, MIR, 2005, ISBN 88-88282-40-8.
- K. Tawn, Gli esercizi superiori dei monaci taoisti, Luni Editrice, 2004, ISBN 88-7435-068-6.
- F. Tomassini (a cura di), Testi Taoisti, Torino, Utet, 1977, ISBN 978-88-02-02679-4.
- S. Towler, Un raduno di gru: il Tao dall'Oriente all'Occidente, MIR, 2005, ISBN 88-88282-41-6.
- Giuseppe Tucci, Il Taoismo, Luni Editrice, 2006, ISBN 88-7435-126-7.
- C. Vittorioso, Gli Otto Immortali del Taoismo, SE, 2004, ISBN 88-7710-606-9.
- Alan Watts, Il significato della felicità, Ubaldini, 1975, ISBN 88-340-0421-3.
- Alan Watts, Il Tao: la via dell'acqua che scorre, Roma, Astrolabio-Ubaldini Editore, 1977, ISBN 978-88-340-0293-3.
- Alan Watts, Il Tao della filosofia,ed RED,1995
- Max Weber, Sociologia della religione, II Confucianesimo e taoismo, Torino, Edizioni di comunità, 1982.
- Eva Wong, Breviario del Tao, Roma, Astrolabio-Ubaldini Editore, 2002, ISBN 978-88-340-1387-8.
- F. Zanello, Taoismo segreto: scritti sapienziali di antichi maestri, Castelvecchi, 2005, ISBN 88-7615-056-0.

### In inglese
- Poul Andersen, The Paradox of Being, 1997.
- Stephen R. Bokenkamp, Early Daoist Scriptures, 1997.
- Stephen Chang. The Great Tao. 1985. ISBN 0-942196-01-5
- A.C. Graham. Chuang Tzu: The Inner Chapters. 2001. ISBN 0-87220-581-9
- A.C. Graham. Disputers of the Tao: Philosophical Argument in Ancient China. 1993. ISBN 0-8126-9087-7
- Hua Ching Ni. Tao: The Subtle Universal Law and the Integral Way of Life. 1998. ISBN 0-937064-65-3
- David Jordan. Gods, Ghosts, and Ancestors: The Folk Religion of a Taiwanese Village. 1972.
- D.C. Lau. Lao Tzu: Tao Te Ching. 1963. ISBN 0-14-044131-X
- Max Kaltenmark. Lao Tzu and Taoism. 1969.
- Livia Kohn. The Taoist Experience: An Anthology. 1993.
- Da Liu, The Tao and Chinese culture, Routledge & Kegan Paul, 1979,  p. 1, ISBN 0-7100-0841-4.
- Henri Maspero. Taoism and Chinese Religion. 1981. ISBN 0-87023-308-4
- Fabrizio Pregadio (a cura di), The Encyclopedia of Taoism, London, Routledge, 2008.
- Isabelle Robinet. Taoism: Growth of a Religion. 1997.
- Isabelle Robinet, Taoist Meditation: The Maoshan Tradition of Great Purity, 1993.
- Kristopher Schipper. The Taoist Body. 1993.
- Nathan Sivin. Chinese Alchemy: Preliminary Studies. 1968.
- Raymond Smullyan. The Tao is silent. 1977.
- Deborah Sommer. Chinese Religion: An Anthology of Sources. 1995. ISBN 0-19-508895-6
- (EN) Taoism, in Catholic Encyclopedia, New York, Encyclopedia Press, 1913.